# Bolsover
Bolsover è un paese di 11 291 abitanti della contea del Derbyshire, in Inghilterra. Vi si trova il castello di Bolsover.